# PCL-R
El PCL-R o la escala de evaluación de la psicopatía de Hare es un instrumento para evaluar la presencia o no de rasgos psicopáticos con fines clínicos, legales o de investigación. Esta prueba consiste en una evaluación mediante 20 ítems, cada uno se evalúa de forma independiente según la descripción clínica del manual a partir de una entrevista semi-estructurada donde el profesional debe valorar entre 0 y 2 cada pregunta (0=no aplica; 1=aplica en ciertas circunstancias y 2=aplica completamente al sujeto evaluado). Asimismo, el entrevistador debe conocer otro tipo de elementos del sujeto como historial familiar, educativo, laboral, matrimonio, consumo de sustancias, datos sociodemográficos, etc.
El test de psicopatía de Robert Hare tiene como objetivo una evaluación de rasgos psicopáticos presenciales en el individuo. Este test cuenta con dos factores; interpersonal-afectivo y un factor relacionado con la conducta antisocial.  
En cuanto a los 20 ítems, se engloban dos factores; Factor I, se trata del factor interpersonal, y el Factor II, el cual se refiere a la desviación social. Asimismo, dentro de cada factor se engloban cuatro facetas diferentes. Para el Factor I, la faceta interpersonal y la afectiva, para el Factor II el estilo impulsivo y el antisocial.  
El Factor I hace referencia a 8 ítems, teniendo en cuenta el modelo de puntuación citado anteriormente, la máxima puntuación sería de 16 puntos. A su vez, el Factor II evalúa 9 puntos, de esta manera la puntuación máxima obtenida en este apartado será de 19 puntos. 
La faceta interpersonal mide 4 ítems, de esta manera su puntuación máxima será de 8 puntos, por su parte, la afectividad mide también 4 ítems, siendo 8 la puntuación máxima obtenida. La faceta impulsiva, al igual que la faceta antisocial mide 5 ítems, de este modo la puntuación máxima será de 10 puntos. 
La máxima puntuación que se puede obtener en este test es de 40 puntos. Para la consideración de una predicción de una conducta violenta y antisocial es necesario superar los 25 puntos, por otro lado para considerar una psicopatía es necesario obtener una puntuación igual o superior a 30 puntos.  

## Ítems
| Factor                                                  | Faceta                                                  | Ítem                                                                     |
| ------------------------------------------------------- | ------------------------------------------------------- | ------------------------------------------------------------------------ |
| Factor 1                                                | Faceta 1. Interpersonal                                 | 1. Locuacidad / Encanto superficial.                                     |
| Factor 1                                                | Faceta 1. Interpersonal                                 | 2. Egocentrismo / Sensación grandiosa de autovalía.                      |
| Factor 1                                                | Faceta 1. Interpersonal                                 | 4. Mentira patológica.                                                   |
| Factor 1                                                | Faceta 1. Interpersonal                                 | 5. Dirección / Manipulación.                                             |
| Factor 1                                                | Faceta 2. Emocional                                     | 6. Falta de remordimiento y culpabilidad.                                |
| Factor 1                                                | Faceta 2. Emocional                                     | 7. Escasa profundidad de los afectos.                                    |
| Factor 1                                                | Faceta 2. Emocional                                     | 8. Insensibilidad / Falta de empatía.                                    |
| Factor 1                                                | Faceta 2. Emocional                                     | 16. Incapacidad para aceptar la responsabilidad de las propias acciones. |
| Factor 2                                                | Faceta 3. Estilo de vida                                | 3. Necesidad de estimulación / Tendencia al aburrimiento.                |
| Factor 2                                                | Faceta 3. Estilo de vida                                | 9. Estilo de vida parásito.                                              |
| Factor 2                                                | Faceta 3. Estilo de vida                                | 13. Falta de metas realistas a largo plazo.                              |
| Factor 2                                                | Faceta 3. Estilo de vida                                | 14. Impulsividad.                                                        |
| Factor 2                                                | Faceta 3. Estilo de vida                                | 15. Irresponsabilidad.                                                   |
| Factor 2                                                | Faceta 4. Antisocial                                    | 10. Falta de control conductual.                                         |
| Factor 2                                                | Faceta 4. Antisocial                                    | 12. Problemas de conducta precoces.                                      |
| Factor 2                                                | Faceta 4. Antisocial                                    | 18. Delincuencia juvenil.                                                |
| Factor 2                                                | Faceta 4. Antisocial                                    | 19. Revocación de la libertad condicional.                               |
| Factor 2                                                | Faceta 4. Antisocial                                    | 20. Versatilidad criminal                                                |
| Ítems adicionales: no cargan en ningún factor ni faceta | Ítems adicionales: no cargan en ningún factor ni faceta | 11. Conducta sexual promiscua.                                           |
| Ítems adicionales: no cargan en ningún factor ni faceta | Ítems adicionales: no cargan en ningún factor ni faceta | 17. Varias relaciones maritales breves.                                  |

## Historia
La Escala de Calificación de la Psicopatía Revisada (PCL-R) corresponde a la revisión de la escala inicial de 22 ítems que fue diseñada para reemplazar las evaluaciones clínicas globales previamente utilizadas en la investigación de la psicopatía en poblaciones criminales. Anteriormente, existían otras pruebas de evaluación psicopática como puede ser la prueba de Cleckley. Sin embargo, está prueba fue demasiado compleja para los profesionales. Por este motivo, em 1978 Hare opto por el desarrollo de una prueba más simple y fácil que permita una correcta evaluación psicopática. Entonces, hicieron una lista con los rasgos, conductas, indicadores y contraindicadores de psicopatía, que habían estado utilizando en la construcción de valoraciones globales (cita). El resultado fue un listado de 22 ítems que permite evaluar los rasgos psicopáticos.Tras posteriores estudios la PCL paso a ser PCL-R y descontó 2 ítems. Esta medida es considerada una medida útil y valida de psicopatía en poblaciones varones encarcelados.

## Evidencia de la PCL-R
La evidencia de la validez del PCL-R proviene de muchas áreas diversas de psicología, psiquiatría, biología, sociología, criminología, genética del comportamiento, psicopatología del desarrollo, justicia penal y sistemas legales, y neurociencia afectiva / cognitiva.

## Uso
Se trata del instrumento de referencia a nivel internacional para evaluar la presencia o no de rasgos psicopáticos con fines clínicos, legales o de investigación. Su uso está centrado en poblaciones penitenciarias. Los centenares de estudios publicados hasta la fecha han demostrado su capacidad para detectar determinados perfiles delictívos así como predecir reincidencias, quebrantamientos de condena y conductas antisociales dentro y fuera de los centros penintenciarios. También, la reincidencia y la psicopatía es una correlación validada por diversos estudios, uno de los estudios analizaba a 293 sujetos varones en una cárcel chilena, el estudio dio como resultado una correlación del 95% entre la reincidencia y la psicopatía. Otro estudio realizado por la Universidad de Carleton, en Ottawa, Canadá demostró que criminales con puntuaciones de PCL-R más altas eran más probable que cometiesen delitos violentos y actos agresivos que sujetos con baja puntuación en el PCL-R; este estudio también demostró que la PCL-R examina el riesgo de que los delincuentes con puntuaciones elevadas pueden cometer actos delictivos violentos tras su liberación de la prisión. Por último, este estudio realizó un hallazgo sobre los individuos con puntuaciones altas, estos sujetos tienen menos capacidades de aprender el castigo mediante una recompensa monetaria. De igual forma es un adecuado instrumento para decidir la posibilidad de optar a la libertad condicional, el tercer grado o ventajas como la mediación entre la víctima.

## Críticas
Además del informe de Cooke y Michie indicando que una estructura de tres factores podría aportar un mejor modelo que una estructura de dos factores, el concepto y lista de Hare han sido objeto de otras críticas.
En 2010, se produjo una controversia después de que Hare amenazara con acciones legales que pararon la publicación de un articulo contrastado sobre el PCL-R. Hare alegó que el artículo le citaba y parafraseaba incorrectamente. Dicho articulo apareció finalmente años después. En él se alegaba que la lista es vista por muchos, erróneamente, como la definición básica de la psicopatía, aunque deja fuera factores clave, a la vez que sitúa la criminalidad como un concepto demasiado central. Los autores afirmaban que esto producía problemas como el sobrediagnóstico, o el uso de la lista para decidir sobre condenas. Hare ha afirmado posteriormente que recibe menos de 35.000 dólares anuales en derechos asociados con la lista y los métodos derivados.
El concepto de Hare ha sido también criticado señalando que solo refleja la realidad de una forma endeble, y que tiende hacia la tautología. También se ha dicho que es vulnerable al "fenómeno del etiquetado", que simplifica demasiado la psicopatía, que cae en el reduccionismo, y que no presta suficiente atención al contexto y a la natura dinámica del comportamiento humano. También se ha mostrado que la mitad de los criterios son también signos de la manía, la hipomanía, o la disfunción del lóbulo frontal ( por ejemplo, carisma superficial, grandiosidad, mal control del comportamiento, comportamiento sexual promiscuo, e irresponsabilidad).
Algunos trabajos de investigación sugieren que los resultados producidos mediante el uso del sistema PCL dependen en la personalidad de la persona realizando la evaluación, y que varía en función de lo empáticos que estos sean. Un investigador forense ha sugerido que futuros estudios necesitarán examinar las creencias de los realizadores del PCL sobre diferencias de clase y raza, así como sus creencias filosóficas, ya que podrían no ser conscientes de que juzgan de una manera parcial a personas o grupos sociales por los cuales no tienen empatía o a los cuales no comprenden.

## Evaluaciones notables
- El dúo de asesinos en serie canadiense Paul Bernando y Karla Homolka anotaron 35/40 y 5/40[14]
- Ted Bundy obtuvo 39/40[14]
- Charles Manson obtuvo 36/40[15]